# Yé
Yé is een plaats in de gemeente Haría op het Spaanse eiland Lanzarote. Het dorp telt ongeveer 111 inwoners (2010).
De plaats is over de weg bereikbaar over de LZ-201. Ten noorden van de plaats ligt het uitkijkspunt Mirador del Río.